# Cottonwood Shores
Cottonwood Shores – miasto w Stanach Zjednoczonych, w stanie Teksas, w hrabstwie Burnet.